# Édouard Bruce
Édouard Bruce ou Edubard a Briuis en gaélique (vers 1280 – 14 octobre 1318), comte de Carrick à partir de 1314 (4e création), fut couronné roi suprême d'Irlande en 1315.

## Origine et famille
Édouard Bruce, est le troisième, ou peut être quatrième fils  de Robert VI de Bruce (mort en 1304), fils de Robert V de Bruce le Compétiteur (mort en 1295) et de Margaret, comtesse de Carrick. Il a deux frères aînés, Robert, et Neil (mort en 1306), et il est sans doute plus vieux qu'Alexandre (mort en 1307) et Thomas (mort en 1307); il a également quatre sœurs, la plus âgée, Isabelle, est la seconde épouse du roi Erik II de Norvège. Rien n'est connu de l'enfance d'Édouard Bruce sauf qu'il fut un temps élevé en fosterage par une famille irlandaise. En 1304, il est armé chevalier et fait partie de la maison d'Édouard prince de Galles en Écosse. Après le meurtre de John III Comyn en février 1306 par son frère et le couronnement de ce dernier comme roi d'Écosse sous le nom de Robert Ier, il est entraîné dans la lutte de sa famille pour faire valoir ses droits au trône.

## Guerre d'indépendance
En février 1307 , après les exécutions par les Anglais de Neil, Alexandre et Thomas, il demeure le dernier frère vivant de Robert Bruce. Il l'accompagne lorsqu'il entreprend sa campagne de conquête du nord de l'Écosse, prend le château d'Inverlochy et par le Great Glen s'assure les places fortes d'Urquhart, Inverness et Nairn et en fait ses bases dans la région. Après avoir conclu une trêve avec William (II) Ross, comte de Ross, Robert Bruce tombe malade et le comte de Buchan John Comyn et celui d'Atholl David II Strathbogie marchent contre lui mais ils sont vaincus par Édouard les 25-31 décembre à Slioch près d'Huntly. Un mois après la victoire d'Inverurie (23 mai 1308) pendant que Robert reste dans le nord, Édouard Bruce commande l'expédition au Galloway vers le 24 juin 1308. Il joue le rôle de lieutenant de son frère dans le sud-ouest, c'est alors que James le fils de William Douglas se rallie à lui. La campagne est un plein succès, et Édouard complète la conquête du Galloway en prenant Dumfries en février 1313. Les forces anglaises et les opposants du Galloway sont rejetées de l'ouest et Buittle reste le dernier point d'appui anglais de 1308 à 1312 quand Édouard Bruce se retire vers le nord et prend Rutherglen en décembre 1308.
Au parlement de St Andrews du 16-17 mars 1309 Édouard Bruce est présente comme seigneur de Galloway, mais il ne joue pas un rôle essentiel dans la poursuite des opérations pendant les années suivantes. C'est Thomas Randolph, leur neveu que le roi nomme  « Lieutenant Royal » et en 1312 Thomas Randolph reçoit le titre de comte de Moray avec un vaste domaine constitué dans les fiefs pris à la Famille Comyn alors qu'Édouard Bruce n'obtient que le comté familial de Carrick en octobre 1313.
Le 19-20 février 1314 James Douglas conduit une armée dans le Teviodale et prend le château de Roxburgh. Thomas Randolph encouragé par ce succès s'empare d'Édimbourg le 14 mars, Édouard Bruce quant à lui ne parvient pas en mars à surprendre la forteresse de Stirling et doit négocier avec les assiégés une trêve prévoyant que la garnison se rendrait si elle n'est pas secourue avant la mi-été. Édouard comte de Carrick ne peut être avec eux car le 16 avril avec son armée il envahit le Cumberland, brûlant les villes, tuant les gens, et enlevant le bétail.
En juin 1314, Édouard II arrive avec une forte armée à la rescousse de la forteresse qui menace de se rendre, ce qui entraîne la fameuse bataille de Bannockburn (23-24 juin). Le roi confie à son frère le commandement d'une des trois divisions écossaise, et quand la bataille de Bannockburn commence, c'est par un assaut des Anglais contre les forces du comte de Carrick qui réussit à maintenir ses positions contre l'avant-garde ennemie . Les Anglais et leurs alliés trois à quatre fois supérieurs en nombre sont écrasés par les schiltrons qui font un carnage parmi la cavalerie anglaise. Édouard II ne réussit à s'échapper qu'à grand peine après avoir perdu son bouclier et son sceau privé. En août 1314 Édouard Bruce, James Douglas et John de Soules, petit-neveu du Gardien, franchissent la Tees et entrent dans le Yorkshire qu'ils pillent jusqu'à Durham avant de faire un raid dans le Richmondshire et de revenir par le Swaledale avec un butin énorme et après avoir incendié Brough, Appleby et Kirkoswald,.
La libération de Marjory, la fille du roi et l'organisation de son mariage devait mette un terme à la question récurrente de la succession royale. Lors d'une assemblée tenue à Ayr le 27 avril 1315, la princesse cède sa position d'héritière du trône au comte de Carrick, connu comme  « un homme vigoureux, hautement qualifié dans la guerre et pour la défense de la liberté du royaume et à ses potentiels héritiers mâles »  qui doivent succéder au roi à moins que ce dernier n'ait un fils mais en ce cas à la mort du roi la régence de ce futur héritier serait exercée non pas par le comte de Carrick mais par Thomas Randolph comte de Moray. Le roi Robert Ier d'Écosse et son frère décident alors d’attaquer les intérêts anglais en Irlande.

## Roi d'Irlande
Le roi Robert Ier et Édouard comte de Carrick ont toujours apprécié la puissance des « Gallowglasses » établis sur la côte ouest de Grande-Bretagne et ils ont recherché chez eux des alliés et des troupes dans les moments difficiles. Maintenant, à la tête des forces des Lowlands et de l'Écosse gaélique  ils envisagent d'établir pour la Maison de Bruce un royaume permanent en Irlande. Pour ce faire, ils doivent réconcilier les chefs « indigènes » irlandais et remplacer leurs rivalités ancestrales par une autorité royale suffisamment forte pour pouvoir conquérir Dublin et les autres centres urbains où siège de la puissance des seigneurs  anglo-normands vassaux du roi d'Angleterre. Toutefois ni Édouard de Carrick ni Robert Ier n'ont envisagé la moindre stratégie à mettre en œuvre pour atteindre leur objectif.
Édouard Bruce débarque près de Carrickfergus le 26 mai 1315, avec une armée,. Au début de juin 1315 et non pas en mai 1316 comme on le pense généralement, il est reconnu comme roi d'Irlande à Dundalk et après avoir perdu en vain un mois au siège de Carrickfergus il traverse le royaume d'Airgíalla. Dans le même temps, il se fait céder ses droits par le « roi héréditaire d’Irlande », Domnall mac Brian Ó Néill, roi de Tir Éogain (1283-1325 avec des interruptions) et fils de Brian Catha Duinn Uí Néill, le dernier Ard Ri Érenn reconnu.
En dehors  de l'Ulster, il ravage et brûle le pays puis se dirige vers le sud dans le comté de Louth, avant de revenir à Coleraine et Connor, où il remporte un succès encourageant en battant le comte d'Ulster à la bataille de Connor près de Ballymena (Comté d'Antrim) le 10 septembre 1315. En décembre 1315, Thomas Randolph, comte de Moray, le rejoint avec des renforts et ils progressent ensemble vers le sud et le Leinster ; sauf en Ulster où quelques familles comme les Mandeville, Bisset et Logan combattent un temps aux côtés des Écossais les Anglo-normands s'opposent à eux à part quelques dissidents isolés comme les Lacy de Meath et Gilbert de la Roche qui rejoignent Bruce dans le contexte de querelles personnelles. Édouard Bruce évite Dublin et marche vers Wicklow, près de Carlow, et défait complètement les forces gouvernementales anglaises à Arscoll (ou Skerries) avant de revenir en Ulster en février 1316.
Le 10 août 1316 son principal partisan irlandais, Felim mac Aeda Ua Conchobair roi de Connacht et ses alliés sont tués par Guillaume de Bourg, dit le Gris, et des forces anglo-normandes et irlandaises lors de la seconde bataille d'Athenry. Vers la fin du mois d'août 1316, Édouard Bruce obtient enfin la reddition du Château de Carrickfergus, probablement avc l'aide de Robert Ier, puis tous deux retournent en Écosse pour assister une assemblée tenue à Cupar dans le Fife, le 16 septembre 1316, où Édouard et les principaux magnats écossais apposent leur sceau sur une charte royale inhabituelle qui confirme les possessions de Thomas Randolph.
À la fin de 1316, Édouard est de retour en Irlande, confiant dans la capacité de ses corsaires à contrôler la mer d'Irlande, il adresse une lettre « À ceux du pays de Galles qui veulent la liberté ».  Édouard Bruce évoque la communauté d'origine de coutumes et de royaumes des Gallois et Scots au début de leur histoire et constate qu'ils subissent tous maintenant l'oppression des « Anglais ». Il se présente donc comme leur libérateur. Vers la même époque les dynastes Uí Néill d'Ulster rédigent la « Remonstrance » contre les Anglo-normands qu'ils adressent au pape Jean XXII. Dans ce document la royauté d'Édouard Bruce est bien évoquée mais seulement dans le contexte de la protection de la liberté de l'église d'Irlande. Le « royaume » d'Édouard Bruce n'obtient aucun soutien du pays de Galles et très peu des rois irlandais.
Néanmoins, en janvier 1317, le roi Robert Ier et Thomas Randolph de Moray débarquent en Irlande, et avec Édouard entreprennent une campagne dans le sud. Au fur et à mesure qu'ils s'approchent de Dublin la panique s'empare des habitants anglo-normands, mais peut-être parce que les troupes Écossaises n'avaient pas constitué des approvisionnements suffisants dans un pays ruiné. Ils ne font aucune tentative pour prendre la ville ni même l'assiéger. Ils continuent à faire des ravages dans le sud et l'ouest de l'Irlande aussi loin que Tipperary et Limerick où ils se heurtent à l'hostilité de Muircheartach mac Toirdhelbaich Ó Briain roi de Thomond, puis ils remontent vers l'Ulster, décimés par la maladie sans avoir rien obtenu de décisif.
Probablement motivé par la promesse de renforts venus d'Écosse, Édouard Bruce marche de nouveau vers le sud et aux environs de Dundalk, à Faughart, il rencontre une force anglaise sous les ordres de John Bermingham qui lui barre la route. Ses partisans l'invitent à attendre les renforts conduits par Robert Ier, qui viennent d'arriver à Carrickfergus, mais Édouard refuse, et sans le soutien des dynastes irlandais, dont la plupart s'étaient détachés de lui, il attaque un ennemi d'une force supérieure le 14 octobre 1318. Il est tué dans le combat et décapité, sa tête est envoyée par Bermingham à Édouard II. Le roi Robert Ier doit rentrer en Écosse pour régler une nouvelle fois le problème de sa succession.
L’entreprise d’Édouard Bruce laisse finalement un mauvais souvenir aux  populations irlandaises dont le pays a été ravagé par les troupes de « Gallowglasses » menées par ses deux alliés Ruaidhrí Mac Ruaidhrí, du Clan MacRuari, roi des Insi-Gall (Hébrides), et Aonghas Óg « Mac Domnail », roi d’Argyll qui périssent d’ailleurs tous deux également pendant la campagne.

## Union et postérité
La vie conjugale d'Édouard Bruce a été particulièrement troublée. Il semble avoir été fiancé avec Isabelle la fille de John Strathbogie, comte d'Atholl (exécuté par les Anglais en 1306), probablement dans le contexte de l'appui donné par le comte d'Atholl à la Maison de Bruce au cours des évènements de l'été 1306. Il a avec elle un fils  Alexandre, considéré comme illégitime, car l'on ne sait pas si Édouard et Isabelle ont été effectivement mariés et si leur union a été annulée pour qu'il puisse épouser une autre Isabelle, fille de William (mort en 1323), comte de Ross.
En 1306 le comte de Ross William avait capturé et livré aux Anglais la reine Elizabeth et la famille de Robert Ier et il est sans doute aussi responsable de la capture du comte d'Atholl. Selon une dispense papale de 1317, l'union d'Édouard Bruce avec Isabelle de Ross était sans doute destinée à mettre fin au conflit entre le comte de Ross et la Maison de Bruce, car on peut dater la soumission du comte au roi Robert Ier d'octobre 1308. Aucun enfant n'est né de ce mariage qui aura toutefois une conséquence funeste. Le comte d'Atholl David II Strathbogie,  frère d'Isabelle d'Atholl, accuse Édouard Bruce d'avoir traité sa sœur comme une concubine et il déserte la cause des Bruce la veille de la Bataille de Bannockburn lorsqu'il passe du côté des Anglais.
Son fils, Alexandre Bruce, devenu comte de Carrick vers 1330, est tué lors de la bataille de Halidon Hill le 19 juillet 1333.